# Église Saint-Médard d'Aizy-Jouy
L'église Saint-Médard est une église située à Aizy-Jouy dans l'Aisne, en France.

## Localisation
L'église se trouve dans le centre du bourg de la commune d'Aizy-Jouy, dans le département de l'Aisne. Elle est située à l'angle de la rue du Guet et de la rue le Bas-du-Château (D 145).

## Historique

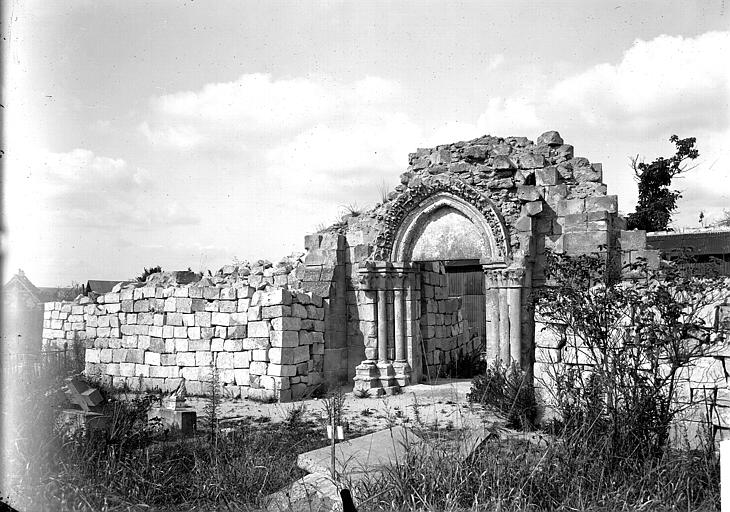
Église en ruine où seul subsiste le portail.

Église du XIIe – XIIIe siècle, elle est intégralement détruite lors de la Première Guerre mondiale puis reconstruite après-guerre. Il n'en subsiste que le portail daté du XIIIe siècle.
Le monument est classé au titre des monuments historiques le 2 juin 1911.